# Jorge Castelblanco
Jorge Castelblanco (Chiriquí, 23 de septiembre de 1987) es un corredor de fondo panameño. En los Juegos Olímpicos de 2016 se convirtió en el primer atleta panameño en correr el maratón olímpico.También compitió en el maratón masculino en los Juegos Olímpicos de Verano de 2020 celebrados en Tokio, Japón.Castelblanco se graduó de la Universidad Tecnológica de Panamá y trabaja como policía. Está casado y tiene un hijo, Ethan.

## Biografía
Jorge Castelblanco compitió en sus primeras competiciones internacionales de media maratón en 2011. En enero empezó en Miami y acabó tercero con un tiempo de 1:09:46 h, que ha sido su mejor tiempo desde entonces. Posteriormente, en julio, también compitió en la media maratón del Campeonato Centroamericano, donde terminó sexto. Luego participó en su siguiente competición de media maratón en 2014 y obtuvo el sexto lugar en casa. En 2015 corrió por primera vez un maratón en Ciudad de Panamá y lo ganó con un tiempo de 2:32:59 h. En 2016, participó en el maratón de Hamburgo en abril y mejoró su tiempo a 2:15:57 h, ubicándose en el puesto 15 y cumpliendo también el estándar de clasificación para los Juegos Olímpicos de Verano en Río de Janeiro. Compitió allí en agosto, pero no pudo igualar su actuación en Hamburgo debido a una lesión en el pie derecho y finalmente terminó en el puesto 134 de 140. A raíz de este resultado, los patrocinadores le retiraron después de los Juegos y el gobierno. se suspendió la ayuda concedida. En 2017 obtuvo el noveno puesto en el maratón de Hannover y en agosto pudo competir por primera vez en el Campeonato del Mundo, aunque no llegó a la meta en Londres. Castelblanco cambió entonces su entrenamiento y no volvió a competir en maratones hasta 2019. A finales de abril obtuvo el puesto 19 en su segunda participación en el maratón de Hamburgo. A principios de diciembre mejoró ligeramente su mejor tiempo en el Maratón Valencia hasta 2:15:11 h. Un año después batió un nuevo récord centroamericano de 2:09:49 horas en el mismo lugar y así clasificó a los Juegos Olímpicos de Tokio 2020.Independientemente del resultado de los juegos, ya está planeando comenzar en los Juegos Olímpicos de París 2024.En el maratón olímpico celebrado en Sapporo debido a las condiciones climáticas, a principios de agosto mejoró hasta el puesto 75 en comparación con 2016. Fue el abanderado de su nación durante la ceremonia de clausura.

## Competencias Internacionales
| Año                    | Competencia                | Lugar                  | Posición               | Evento                 | Notas                  |
| Representando a Panamá | Representando a Panamá     | Representando a Panamá | Representando a Panamá | Representando a Panamá | Representando a Panamá |
| ---------------------- | -------------------------- | ---------------------- | ---------------------- | ---------------------- | ---------------------- |
| 2011                   | Campeonato Centroamericano | Mayagüez, Puerto Rico  | 6.º                    | Media maratón          | 1:14:47 h              |
| 2016                   | Juegos Olímpicos           | Río de Janeiro, Brasil | 134.º                  | Maratón                | 2:39:25 h              |
| 2017                   | Campeonato Mundial         | Londres, Reino Unido   |                        | Maratón                | DNF                    |
| 2021                   | Juegos Olímpicos           | Tokio, Japón           | 75.º                   | Maratón                | 2:33:22 h              |

## Récords Personales
- Media maratón: 1:09:46 h, 30 de enero de 2011, Miami.
- Maratón: 2:09:49 h, 6 de diciembre de 2020, Valencia, (récord de Panamá).